# خيري خضر
الشيخ خيري خضر (الوفاة 22 أكتوبر 2014) كان قائدًا ومؤسسًا "فصيل طاووس ملك "، التي أصبحت لاحقًا وحدات مقاومة سنجار (YBŞ). وُلِد في سيبا شيخ خضر (الجزيرة).

## خلفية
تقع مجتمع سيبا شيخ خضر على بُعد حوالي 20 كيلومترًا جنوب جبال سنجار. كانت سيبا شيخ خضر واحدة من أولى المستوطنات التي هاجمها تنظيم الدولة الإسلامية (داعش) في 3 أغسطس 2014 في بداية مذبحة سنجار. كما أن القرية هي واحدة من القريتين اللتين دُمرتا تقريبًا بالكامل في تفجيرات مجتمعات اليزيديين عام 2007.

## المقاومة ضد داعش
قُتل القائد في وحدات مقاومة سنجار الشيخ خيري خضر في القتال خلال اشتباكات أكتوبر 2014 في سنجار.   أُصيب بجروح قاتلة في 22 أكتوبر بواسطة قذيفة هاون تابعة لداعش، مما أدى أيضًا إلى إصابة مقاتل ثانٍ من وحدات مقاومة سنجار وقتل آخر، وتوفي بعد خمس ساعات. لم تكن المساعدة الطبية متاحة في الوقت المناسب لأن المقاتلين والعديد من المدنيين اليزيديين كانوا محاصرين في جبل سنجار. وقال مقاتلو اليزيدي إنهم كانوا مسلحين في الغالب بالبنادق، بينما استخدمت قوات داعش الصواريخ والقذائف بالإضافة إلى هجمات الهاون. 